# Poiana Ruscă
Poiana Ruscă (531.4) – masyw górski w Karpatach Południowych w Rumunii.
Góry Poiana Ruscă leżą poza głównym łańcuchem Karpat Południowych, blisko gór Zachodniorumuńskich; do tego też podsystemu zaliczają je niektórzy geografowie rumuńscy. Są izolowane od pozostałych pasm południowokarpackich przez obniżenia tektoniczne. Na północy opadają w Bruzdę Maruszy, na wschodzie – w Kotlinę Hațeg. Na południu dolina rzeki Biștra i przełęcz Poarta de Fier a Transilvaniei dzielą je od gór Țarcu. Na zachodzie natomiast góry Poiana Ruscă opadają w należące do Wielkiej Niziny Węgierskiej Międzyrzecze Kereszu i Maruszy.
Masyw Poiana Ruscă ma kształt owalu o dłuższej osi południowy zachód – północny wschód, na której leżą najwyższe kulminacje pasma. Masyw jest pocięty biegnącymi odśrodkowo głębokimi i wąskimi dolinami rzek, z których najwyraźniejsza jest biegnąca na wschód dolina Cerny. Masyw jest zbudowany z silnie zmineralizowanych skał krystalicznych. Wschodnia część masywu jest gęsto zaludniona i uprzemysłowiona ze względu na znajdujące się tu najbogatsze w Rumunii złoża rudy żelaza. Zachodnia część masywu jest mocniej zalesiona.
Najwyższe szczyty gór Poiana Ruscă to:
- Padeș – 1.382 m n.p.m.
- Rusca – 1.355 m n.p.m.
- Stâlpului – 977 m n.p.m.
- Glodea – 950 m n.p.m.
- Brăinul Mare – 874 m n.p.m.
- Vârful Alunului – 796 m n.p.m.
- Vârful Strâmbului – 763 m n.p.m.